# Възнесение Господне (Крале)
„Възнесение Господне“ (на сръбски: Храм Вазнесења Господњег) е православна църква в село Крале, източната част на Черна гора. Част е от Будимлянско-Никшичката епархия на Сръбската православна църква.
Църквата „Свето Възнесение Господне“ е построена в 1904 година до старото селско гробище, на мястото на стар дървен храм, опожарен в 1877 година по време на Сръбско-турската война (1877 – 1878), когато всички села в този край са разрушени в конфликти с турците. Новата църква, еднокорабна сграда с купол, е построена благодарение на йеромонах Йосиф Лекич и приноса на местните жители, за което свидетелства надписът над западния вход на храма.
Църквата е изписана от дебърския майстор Васил Гиновски, един от най-значимите зографи в Черна гора, който изписва и портрет на ктитора на храма Йосиф Лекич - значим и рядък пример за портретна живопис.